# Ponte di San Niccolò
Il ponte di San Niccolò è il ponte sull'Arno più a monte del centro di Firenze, il terzo più a monte del Comune di Firenze, dopo quelli da Verrazzano e di Varlungo.

## Storia

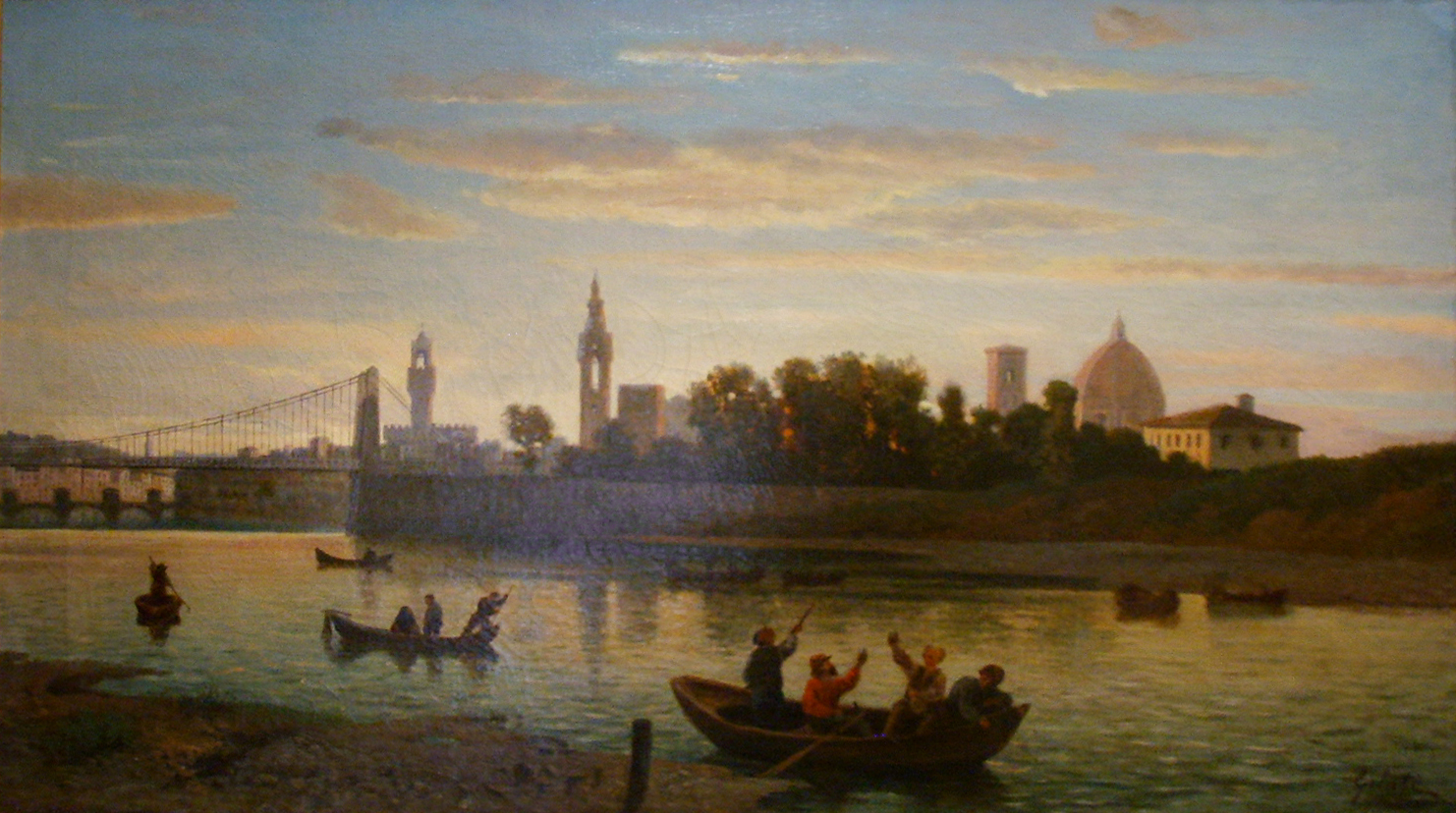
Dipinto ottocentesco col Ponte San Ferdinando con le corde metalliche

La prima infrastruttura nei pressi dell’attuale Ponte San Niccolò fu decretata nel 1317. Il ponte in progetto fu denominato Ponte Reale, in onore del Re Roberto d’Angiò, capo del partito guelfo. Per vicissitudini politiche dell’epoca, la costruzione del ponte non andò avanti, per cinque secoli, infatti, rimase solo una pila murata sulla riva del fiume.
Il primo vero ponte fu costruito tra il 1836 e il 1837 nei pressi della omonima pescaia San Niccolò che forniva l'acqua ai mulini situati all'interno delle mura. 

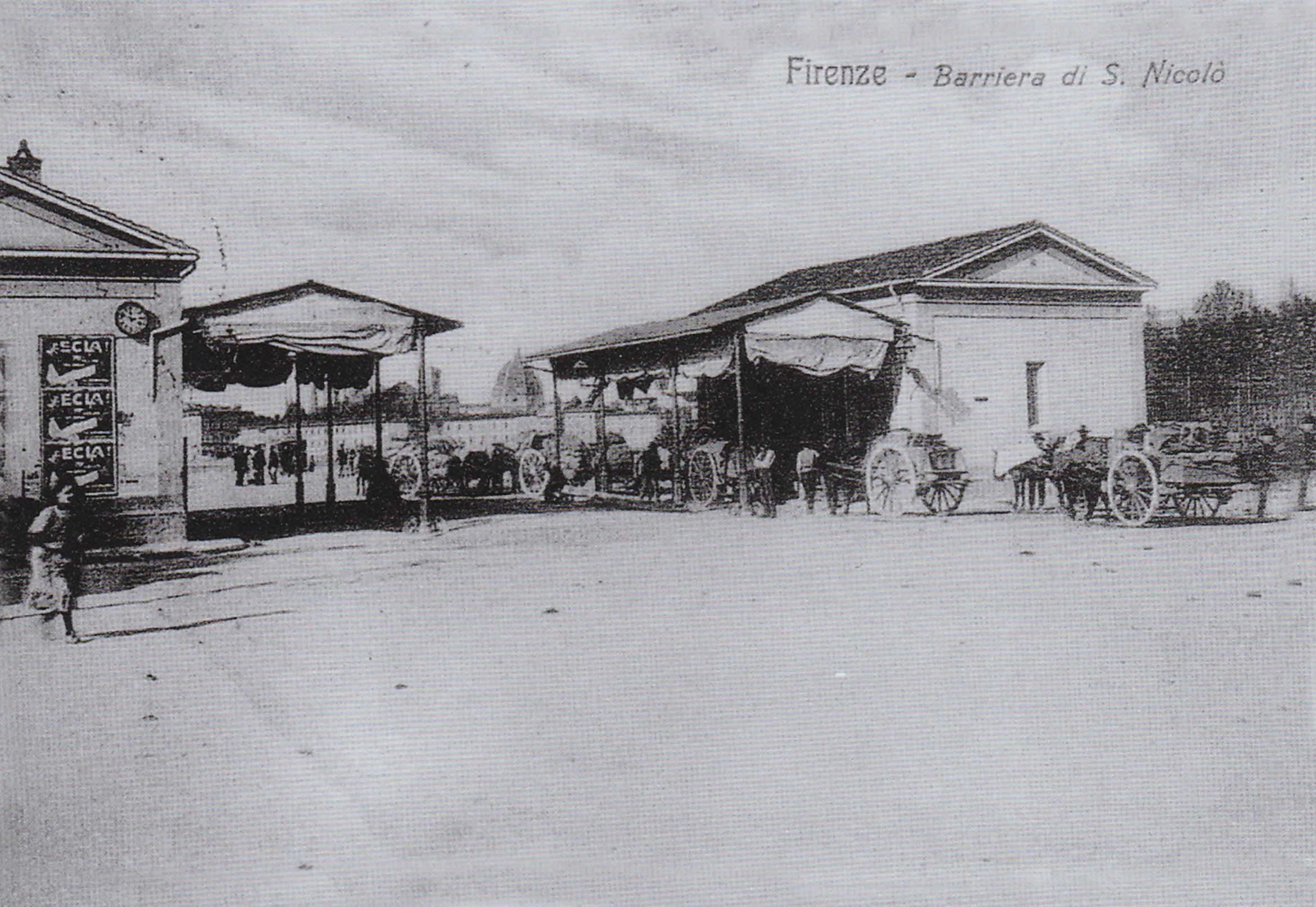
L'antica Barriera di San Niccolò

In origine era un ponte sospeso, tenuto su da corde metalliche tese tra sponda e sponda dell'Arno. Il nome originario era Ponte San Ferdinando in onore del Granduca Ferdinando III di Toscana. L'opera di costruzione fu affidata a una società francese dei fratelli Marc e Jules Séguin, famosi ingegneri esperti nella progettazione di ponti metallici, che avevano avuto anche l'incarico della realizzazione del ponte San Leopoldo, ora denominato Ponte alla Vittoria. Pochi anni dopo fu travolto dall'alluvione del 1844, venne ricostruito nel 1853 e ancora modificato nel 1890 mantenendo sempre una struttura metallica, per questo motivo fu chiamato popolarmente Ponte di Ferro.
Cambiò nome in seguito alla fine del Granducato e fu intitolato a San Niccolò in onore del quartiere adiacente sulla riva meridionale dell'Arno. 
Come tutti gli altri ponti fiorentini ad eccezione di Ponte Vecchio, fu minato e distrutto dai tedeschi in ritirata nel 1944. Fu temporaneamente ricostruito in metalli (di qui il nome Ponte di ferro), e successivamente fu sostituito con l'attuale struttura in cemento armato, ad una sola arcata (a differenza di tutte le precedenti strutture che erano state sviluppate a tre arcate, con eccezione della prima che era sospesa). Il progetto di ricostruzione è del 1948-1949 di Riccardo Morandi.
Il progetto dell’ingegnere Morandi prevedeva una campata unica di 100 metri, carreggiata unica di 16 metri con due marciapiedi di 2,5 metri ciascuno. Il grande arco di cemento armato ha uno spessore variabile: nella parte più alta di 1,32 metri, mentre alla base arrivava fino allo spessore di 3,5 metri.